# OH! ギャル
「OH! ギャル」（オー・ギャル）は、日本の歌手である沢田研二の27枚目のシングルである。
1979年5月31日にポリドール・レコードより発売された。

## 解説
- 「憎みきれないろくでなし」から7作連続で作詞は阿久悠、作曲は大野克夫である。“ゴールデン・コンビ”とも称された阿久・大野による沢田のシングルA面（メイン）への楽曲提供はこの曲をもって一旦終了となった。大野は次のシングル「ロンリー・ウルフ」を作曲、阿久も1980年のシングル「酒場でDABADA」などを作詞しているが、コンビ復活となったのは1988年のシングル「Stranger -Only Tonight-」である。
- テレビ番組などで歌う際は、当時まだ珍しかったネイルを爪に施し歌った。
- 初期の衣装は白を基調とした船長を装ったスタイル（マレーネ・ディートリッヒをモチーフにした衣装）、次に赤いテンガロンハットにピンクを基調としたカウボーイスタイルの2種類があり、上記の煙草を吸いながら歌うパフォーマンスは船長スタイルで、カウボーイスタイルでは煙草の代わりにモデルガンを持って歌った。
- 『夜のヒットスタジオ』出演時（1979年7月9日放送回）、カウボーイスタイルにローラースケートで登場したが、1番目で歌が終わりだと思った沢田が誤って2番目の歌い始めを「SUNDAY…」と歌唱し、間違いに気づいた沢田が2番目の歌詞をほとんど歌えなくなるというハプニングが発生（なお演奏を担当していた井上バンドが機転を効かせ、沢田が「ワインのシャワーを…」から入れるようリカバーし、無事に歌い終えた）。現在この映像は2011年に発売されたDVD『沢田研二 in 夜のヒットスタジオ』に収録されている。
- 沢田研二本人は「最も嫌いな歌」と言っている（次いで自身のソロデビュー曲『君をのせて』）[要出典]。理由は、阿久の女性を賛美する歌詞と、「ギャル」という言葉に新しくないイメージがあったと、デビュー25周年特番で沢田は語っている。その25周年特番の翌年、1992年の『Beautiful World』ツアーで久々にプレイされたが、歌い終わるや「大嫌いなこの歌！」と叫んだ。

## 収録曲
1. OH! ギャル（4分15秒）
  - 作詞:阿久悠／作曲:大野克夫／編曲:船山基紀
2. おまえのハートは札つきだ（3分34秒）
  - 作詞:阿久悠／作曲:大野克夫／編曲:船山基紀